# Боккардо, Делия
Де́лия Бокка́рдо (итал. Delia Boccardo, род. 29 января 1948, Генуя) — итальянская актриса.

## Биография
Переехала в Рим в 1965 году, чтобы изучать актёрское мастерство в Итальянской национальной киношколе.
В 18 лет дебютировала в спагетти-вестерне «Tre pistole contro Cesare» (1966).
Первая роль на международном экране в американской комедии «Инспектор Клузо» (1968), и актриса по-прежнему продолжает играть красоток в жанровых лентах, в частности, в полицейских боевиках, таких как La polizia incrimina, la legge assolve (1973).
В 1980 году стала звездой мини-сериала телекомпании RAI «Загадка двух сестёр», где исполнила роль девушки, которую посещает голос её погибшей в автокатастрофе сестры. В том же 1980 году снялась обнажённой для итальянского издания «Playboy». Среди ролей 1980-х годов следует отметить работу в фильме Андрея Тарковского «Ностальгия».

Много играла в театре, где дебютировала с Раф Валлоне на рубеже 1980—1990-х, долгое время работала под руководством режиссёра Луки Ронкони, в таких постановках, как «Король Лир», «Ignorabimus» и «Три сестры».

Была весьма активна и на итальянском телевидении, прежде всего, известна ролью Тилли Нарди, постоянной героини популярной мыльной оперы Incantesimo, в которой Боккардо отработала с первого до последнего эпизода (1998-2008).
В 2002 году, находясь на пике популярности Incantesimo, и страдая от тяжёлой депрессии, усугубившейся после смерти отца, Делия Боккардо пыталась покончить с собой, наглотавшись лекарств.
Делия Боккардо должна была сниматься в телесериале Rossella (2011), где ей предназначалась роль матери главной героини в исполнении Габриэллы Пессьон, но по состоянию здоровья в последний момент отказалась от участия в съёмках и была экстренно заменена на Монику Гуэрриторе.
В 2012 году Боккардо собиралась вернуться на театральную сцену, но проект финансово провалился.

## Фильмография

### Кино
- Три пистолета против Чезаре / Tre pistole contro Cesare (1966)
- L’occhio selvaggio (1967)
- Инспектор Клузо (1968)
- Un detective (1969)
- L’ultimo avventuriero (The Adventurers) (1970)
- Una macchia rosa (1970)
- Каннибалы (1970)
- Михаил Строгов, курьер царя (1970)
- Per grazia ricevuta (1970)
- Stress (1971)
- Equinozio (1971)
- Padella calibro 38 (1972)
- Grande slalom per una rapina (1972)
- La polizia incrimina, la legge assolve (1973)
- Убийство в Риме (1973)
- Il poliziotto è marcio (1974)
- Un fiocco nero per Deborah (1974)
- Il caso Raoul (1975)
- Последний выстрел (1975)
- La mazurka del barone, della santa e del fico fiorone (1975)
- L’ultimo giorno di scuola prima delle vacanze di Natale (1975)
- Giovannino (1976)
- Una donna alla finestra (1976)
- Tentacoli (1977)
- Improvviso (1979)
- Roma dalla finestra (1982)
- Afrodite (1982)
- «Ностальгия» (1983)
- Hercules (1983)
- Assisi Underground (1985)
- Sposi (1987)
- Cavalli si nasce (1988)
- L’isola alla deriva (1989)
- La settimana della Sfinge (1990)
- Il nodo alla cravatta (1991)
- Le retour de Casanova (1992)
- Dichiarazioni d’amore (1994)
- Fade Out (Dissolvenza al nero) (1994)
- Questo è il giardino (1999)
- Sole negli occhi (2001)

### Телевидение
- Le spie (1 episodio, 1967)
- Operazione ladro (1 episodio, 1969)
- Come un uragano (1971) Miniserie TV
- Delitto Paternò (1978) Miniserie TV
- Мартин Иден (1979) мини-сериал
- L’enigma delle due sorelle (1980) Miniserie TV
- The Day Christ Died (1980) Film TV
- Le ali della colomba (1981) Serie TV
- La trappola originale (1982) Film TV
- Billet doux (1984) Miniserie TV
- Feuerberg (1985) Film TV
- Il cugino americano (1986) Film TV
- Il segreto del Sahara (1988) Miniserie TV
- La bugiarda (1989) Film TV
- Mission: Eureka (1989) Serie TV
- Спрут 5 (1990) мини-сериал
- …Se non avessi l’amore (1991) Film TV
- I ragazzi del muretto (1991) Serie TV
- Contro ogni volontà (1991) Miniserie TV
- Il ritorno di Ribot (1991) Miniserie TV
- Реквием по Гранаде Réquiem por Granada (8 episodi, 1991)
- Condamné au silence (1992) Film TV
- Das Sahara-Projekt (1993) Miniserie TV
- Addio e ritorno (1995) Film TV
- L’uomo che ho ucciso (1996) Film TV
- Provincia segreta (1998) Miniserie TV
- Torniamo a casa (1999) Film TV
- Virginia, la monaca di Monza (2004) Film TV
- Regina dei fiori (2005) Film TV
- Incantesimo (1998-2008) Serie TV